# Sotosalbos (kommunhuvudort)
Sotosalbos är en kommunhuvudort i Spanien.   Den ligger i provinsen Provincia de Segovia och regionen Kastilien och Leon, i den centrala delen av landet, 70 km norr om huvudstaden Madrid. Sotosalbos ligger 1 165 meter över havet och antalet invånare är 118.
Terrängen runt Sotosalbos är kuperad åt sydost, men åt nordväst är den platt. Runt Sotosalbos är det mycket glesbefolkat, med 7 invånare per kvadratkilometer. Närmaste större samhälle är Segovia, 17,7 km sydväst om Sotosalbos. Trakten runt Sotosalbos består i huvudsak av gräsmarker.